# Protecció social al Canadà
La protecció social al Canadà cobreix diversos aspectes.

## Pensions
El sistema de pensions al Canadà es caracteritza per una àmplia cobertura social per a la gent gran.
El 1952 es creà un benefici universal per als residents majors de 65 anys finançat mitjançant impostos anomenat Old Age Security.
El Pla de Pensions del Canadà (R.S.C. c. C-8) fou creat el 1965. Consisteix en pensions per jubilació, defunció i discapacitat dels treballadors de tot l'estat excepte Quebec administrades pel govern federal. Les pensions de Quebec segueixen el Pla de Pensions de Quebec.
L'edat mitja per a jubilar-se va descendir, passant de 65 anys durant els 1960 i 1980 a 61 anys el 2004.

## Sanitat
La sanitat és universal des del 1968. Amb el temps ha sigut reformada.
El 1997 els hospitals tenien un 25% menys de llits que el 1984 alhora que es triplicà el treball en serveis per a pacients no internats, és a dir, s'incrementà l'atenció comunitària.
La Llei sanitària de 2002 (Health and Social Services Delivery Improvement Act) va ser tramitada sense consultar sindicats establint reformes que afectaven a molts aspectes del cobriment, que eren matèria de seguretat en el treball, l'acomiadament, els drets d'antiguitat i de subcontractació. La llei pretenia reduir els costos dels serveis incomplint els convenis. La llei establí que es poguera subcontractar serveis no clínics (neteja, cuina) per a pacients externs en emergències o en situació de dependència sense que foren aquests treballadors empleats dels serveis de salut. El Tribunal Suprem declarà el 2007 inconstitucional certes parts de la llei.
La Llei de 13 de desembre de 2006 eliminà les barreres a la sanitat privada.

## Treball
La reforma de l'any 2000 de l'Employment Insurance Act amplià els permisos amb benefici econòmic fins un any de duració perquè els pares s'encarregaren dels fills durant el seu primer any d'edat. La conseqüència fou que el nombre d'homes participants en el programa es triplicara el 2001 respecte l'any anterior i les dones que tornaren al mercat laboral passà del 8% al 47% entre els anys 2000 i 2001, respectivament.